# PTU (電影)
是一部於2003年上映的香港電影，導演為杜琪峰，由任達華、邵美琪、林雪和黃卓玲主要參與演出。

## 故事內容
2000年9月15日，反黑組警長肥沙（林雪）被黑社會龍頭兒子馬尾的手下襲擊，失去配槍。警察機動部隊（PTU）小隊由警長何文展（任達華）帶領巡經時發現，並得知肥沙下月將出席警署警長輪選面試，並承諾暫時不報告，暗中替肥沙找失槍。同時馬尾被仇家大眼的手下殺掉。肥沙奉命到場調查，暗叫不妙。馬尾的父親禿頭為黑社會大佬，得知兒子是被殺掉，要肥沙約大眼見面，讓他報仇；以此交換肥沙的配槍。肥沙承諾，致電大眼稱帶他到負責案件的重案組交待。與此同時，負責案件的偵緝督察MADAM張(黃卓玲)發現肥沙行動不尋常，懷疑他涉及案件，暗中跟蹤。何文展的 PTU 小隊發現事情複雜，想阻止肥沙。在黎明前，各人在尖沙咀的街頭同時碰面，突然又出現一夥准备偷渡的劫匪，一場槍戰一觸即發。
肥沙丟失配槍的那一天，在剛剛入夜的時份，駐守尖沙咀的一隊 PTU 坐着俗稱「豬籠車」的警車出勤，其間聽收音機知道較早前在北角的一件解款車劫案裡面，一個頭部中了槍的警員在醫院經過搶救後傷重不治，車裡面的所有隊員為此議論紛紛，而他们的工作就这样在一片哀傷的氣氛之下開始了。車子停在了路口，PTU 各隊員就下車後分成了兩個小隊各自出發巡邏。
同一時間，反黑組警長肥沙一個人到了火鍋店處，遇到黑社會其中一個大哥馬尾和他的四個手下在那里吃飯，馬尾因為不滿肥沙一直盯住他，於是叫四個手下出去設計伏擊肥沙；當肥沙離開火鍋店門口時，就見到其中一个蠱惑仔劃花他的車子，於是肥沙就馬上追擊他，另一個蠱惑仔就用油漆淋他的車子；这個時候，還在火鍋店裡面的馬尾遇到偷襲，被一個坐在他後面的年輕人從後一刀貫穿心臟，馬尾負傷衝出去截了架的士，但那個的士司機因為嚇傻了，扔下車子下車逃走（後來因為受驚嚇而入了醫院），於是馬尾自己坐了在司機位子妄图駕車去醫院，可是後來還是因為受的傷太嚴重而死亡，而那車子就撞向了路邊。
肥沙一路追着那個蠱惑仔去到後巷，他估計後巷裡面一定有埋伏，於是繞後路，企圖從另外一邊入口進去巷裡面制服那些蠱惑仔，卻在巷口被垃圾滑倒摔暈了，而那班蠱惑仔則因為大佬有命令，見肥沙就算暈了都照樣打了他一顿。之後由女警長阿 KAT 帶隊的一隊 PTU 小隊發現了被人打到不似人形的肥沙，於是通知由展帶隊的另一組 PTU 到場支援，並且幫忙包紥；後來肥沙發現自己丢失了配槍，懷疑是那四個蠱惑仔弄走了，當阿KAT 正想通知上司有警員懷疑配槍被人搶去的時候，身為肥沙好友的阿展立即制止，並且要求一个晚上的時間幫肥沙尋回失槍，阿KAT 在無可奈何之下只好給他們時間去找失槍。
阿展那組一行四人進入一間遊戲機中心找馬尾的同門（老表意指同門手足）阿MATT，叫他通知馬尾把那四手下找出来，但馬尾的電話卻打不通；而在馬尾撞車的現場，負責指揮的反黑組陳督察叫手下收集証物并且將他们分類，再等重案組来接手，期間遺留在現場屬於馬尾的電話就不停地響；當肥沙趕到現場，看見電話一直響就想去接聽，心想可能會有那支槍的消息，但是却被陳幫辦阻止，不過肥沙就趁收集証物的同事不注意的時候，偷偷地聽了個電話；遊戲機中心那邊阿展拿起電話一聽發現原來是肥沙，才知道馬尾已經被人殺了，於是離開遊戲機中心，去找專做假信用卡的線人，查問到關於那四個蠱惑仔的藏身之所原來是一棟舊樓的其中一單位。查問的途中，負責內外務的傳令員過来找阿展說想跟他學點本事，但是那幾個人都不想讓他知道失槍的事，於是這個傳令員在一頭霧水的情況下跟着阿展他们四處巡邏。而肥沙那邊，因為重案組女督察 MADAM 張來到，急忙之下竟然將馬尾的電話和自己那部一樣型號的電話調換了。
肥沙去找其中一個江湖的老叔父肥祥叔打聽，肥祥叔卻告诉他做龍頭大哥的那個大眼正在找他，希望他通知Ｏ記同其他手足提供保護；原來馬尾的龍頭老豆秃頭一口咬定他的兒子是被大眼找人殺死，大眼怕會掀起江湖的一場腥風血雨，所以暫時隐匿避一避風頭。同一時間在同一條街的另外一邊，MADAM 張也在那里向做臥底的貓仔詢問，要求他找大眼出来查清楚這件事。
阿展一行五人一路行走到懷疑那搶槍的四個蠱惑仔的藏身大廈，幾個人破門而入，卻只見到有三個女孩在那裡哭，原來在阿展一行趕到之前，那四個蠱惑仔就被頂爺禿頭抓走了。離開單位之後，阿展馬上打電話给肥沙，但接電話的卻是重案組 MADAM 張的手下，阿展一聽到不是肥沙就馬上掛了电话；MADAM 張聽到裝在物証袋裡面的電話居然是找肥沙的，於是懷疑之下叫手下去查一下那個電話的物主以及有關的號碼紀錄。而肥沙不斷收到很多找馬尾的電話，直到馬尾的老爸禿頭打来，肥沙才驚覺到那个電話不是自己的；肥沙約禿頭會面希望打聽失槍下落，去到禿頭的貨倉時見到那四个蠱惑仔正在被禿頭執行家法，將他們的衣服剥掉頭髮剃光，分別困入四個細鐵籠里面；禿頭知道肥沙與大眼有聯絡，於是要肥沙找阿大眼出来講數，作為交換失槍的條件，令肥沙不知道該怎麼辦。
片中槍戰地點雖聲稱尖沙咀廣東道，實為鴨脷洲利景街。

## 演員
| 演員   | 角色 |
| ------ | --- |
| 任達華 | 何文展，警員編號7366，PTU警長，機動部隊B連第二小隊。 |
| 邵美琪 | Kat姐，PTU警長。 |
| 林雪   | 盧沙，綽號肥沙，警員編號7647，警長，尖沙咀反黑組第二隊。(註：最尾一幕大槍戰前，有一鏡頭為close up肥沙拿出警員委任証，上面寫住Lam Wai Kin，警員編號24567。) |
| 黃卓玲 | 張麗君，警員編號56472，重案組督察，九龍總部重案組。 |
| 黃智賢 | PTU警員 |
| 高雄   | 大眼 |
| 盧海鵬 | 禿頭 |
| 王天林 | 肥祥叔 |
| 趙志誠 | 馬尾哥 |
| 元寶   | 悍匪 |
| 鄭保瑞 | 貓仔 |

## 獎項
| 獎項             | 名單           | 結果 |
| ---------------- | -------------- | ---- |
| 最佳電影         |                | 提名 |
| 最佳導演         | 杜琪峰         | 獲獎 |
| 最佳編劇         | 游乃海、歐健兒 | 提名 |
| 最佳男主角       | 任達華         | 提名 |
| 最佳女配角       | 邵美琪         | 提名 |
| 最佳新演員       | 張滿源         | 提名 |
| 最佳攝影         | 鄭兆強         | 提名 |
| 最佳剪接         | 羅永昌         | 提名 |
| 最佳原創電影音樂 | 鍾志榮         | 提名 |
| 最佳音響效果     | 卓保怡         | 提名 |
| 最佳視覺效果     | 馬文現         | 提名 |

| 獎項       | 名單           | 結果 |
| ---------- | -------------- | ---- |
| 最佳電影   | PTU            | 提名 |
| 最佳導演   | 杜琪峰         | 獲獎 |
| 最佳編劇   | 游乃海、歐健兒 | 提名 |
| 最佳男演員 | 任達華         | 提名 |
| 推薦電影   |                | 獲獎 |

| 獎項       | 名單           | 結果 |
| ---------- | -------------- | ---- |
| 最佳影片   |                | 獲獎 |
| 最佳導演   | 杜琪峰         | 獲獎 |
| 最佳男主角 | 任達華         | 獲獎 |
| 最佳男配角 | 林 雪          | 獲獎 |
| 最佳女配角 | 邵美琪         | 獲獎 |
| 最佳編劇   | 游乃海、歐健兒 | 獲獎 |
| 最佳攝影   | 鄭兆強         | 提名 |
| 十大華語片 |                | 獲獎 |

| 獎項               | 名單           | 結果 |
| ------------------ | -------------- | ---- |
| 最佳電影（港台）   |                | 提名 |
| 最佳導演（港台）   | 杜琪峰         | 獲獎 |
| 最佳編劇（港台）   | 游乃海、歐健兒 | 提名 |
| 最佳男主角（港台） | 任達華         | 提名 |
| 最佳女配角（港台） | 邵美琪         | 提名 |
| 港台最受歡迎影片   |                | 提名 |

| 獎項             | 名單           | 結果 |
| ---------------- | -------------- | ---- |
| 最佳劇情片       |                | 提名 |
| 最佳導演         | 杜琪峯         | 提名 |
| 最佳男主角       | 任達華         | 提名 |
| 最佳男配角       | 林 雪          | 提名 |
| 最佳原著劇本     | 游乃海、歐健兒 | 獲獎 |
| 最佳攝影         | 鄭兆強         | 提名 |
| 最佳視覺效果     | 馬文現         | 提名 |
| 最佳造型設計     | 葉淑華         | 提名 |
| 最佳原創電影音樂 | 鍾志榮         | 提名 |
| 最佳剪輯         | 羅永昌         | 提名 |
| 最佳音效         | 卓保怡         | 提名 |

## 拍攝場地
尖沙咀加拿芬道與加連威老道交界、九龍城方榮記沙嗲牛肉專家及對出侯王道、中環機利文街、德輔道中及機利文新街（中環中心附近）、何文田太平道與自由道交界、旺角花園街2-16號好景商場、尖沙咀金馬倫里、觀塘駿業街、尖沙咀嘉蘭圍和信義街、旺角廣東道1077A號中國冰室、觀塘開源道（利寶時中心對出）、鴨脷洲利南道和利樂街

## 外部連結
- 開眼電影網上《PTU 機動部隊》的資料（繁體中文）
- 豆瓣电影上《PTU》的資料 （简体中文）
- 时光网上《PTU》的資料（简体中文）
- AllMovie上《PTU》的资料（英文）
- 爛番茄上《PTU》的資料（英文）
- 香港影庫上《PTU》的資料（繁體中文）
- 互联网电影数据库（IMDb）上《PTU》的资料（英文）